# Ай-ди (династия Тан)
Ай-ди (кит. 哀帝; 27 сентября 892 — 26 марта 908), имя при рождении Ли Цзо (李祚), тронное имя Ли Чу или Ли Чжу (李柷) — последний император китайской империи Тан, правивший в 904—907 годах.
Родился 27 сентября 892 года девятым сыном в семье императора Чжао-цзуна. При рождении его назвали Ли Цзо. В 897 году стал князем Хуэй.
После убийства императора Чжао-цзуна 22 сентября 904 года генерал Чжу Цюаньчжун (Чжу Вэнь), фактически захвативший власть весной 903 года, посадил на престол одиннадцатилетнего принца Ли Цзо под именем Ли Чу (или или Ли Чжу (李柷)). Весь период своего правления Ли Чу оставался номинальным императором и находился в изоляции.
Фактически не правил самостоятельно — во главе государства находился чэнсян Чжу Цюаньчжун (Чжу Вэнь) вместе с влиятельными цзедуши (военными губернаторами провинций). В 905 году были казнены либо покончили с собой по приказу сверху многие влиятельные придворные сановники. После этого влияние Чжу Цюаньчжуна ещё более возросло. 
12 мая 907 года Ли Чу отрёкся от престола в пользу Чжу Цюаньчжуна (в традициях передачи небесного благословения более достойному правителю), который объявил себя императором новой династии Поздняя Лян (в истории стал известен как император Тай-цзу). Вскоре все представители старой династии Тан, включая Ли Чу, были истреблены по приказу Чжу Цюаньчжуна, а Ли Чу получил от него посмертное имя Ай (哀 «Прискорбный»). Храмовым именем Ли Цзо стало имя Цзин-цзун (景宗).